# Stations de radio en Picardie

## Liste des fréquences FM
La liste des radios locales, nationales et du service public émettant sur les 3 départements de Picardie.

### Département de l'Oise (60)
NRB (Nouvelle Radio Berbère)Kabyle FM, autorisation abrogé